# Marxistische Archäologie
Unter marxistischer Archäologie sind unterschiedliche archäologische Forschungsansätze, Hypothesen und Theorien zu verstehen, die wissenschaftliche Fragestellungen mithilfe marxistischer Methoden oder innerhalb eines marxistischen Rahmens behandeln.

## Definition
Marx selbst sah Archäologie als eine materialistische Wissenschaft, die das Potential hatte, verschiedenste Produktionsweisen zu rekonstruieren, war aber nie ernsthaft in archäologische Forschungen involviert. Die marxistische Archäologie besteht daher eher aus der Rezeption marxistischer Texte in der Archäologie. Es gibt einerseits Forscher, die sich offen zu marxistischen Traditionen bekennen. Auf der anderen Seite bedienen sich Archäologen marxistischer Konzepte, ohne sich selbst als Marxisten zu bezeichnen.
Es können fünf Merkmale angeführt werden, die Arbeiten als marxistische archäologische Arbeiten ausweisen:
- Karl Marx wird als Begründer einer These anerkannt.
- Die soziale Realität wird dialektisch verstanden, d. h. sie besteht aus Widersprüchen, die immer in Entwicklung sind. Daraus resultiert auch eine Fokussierung auf soziale Beziehungen.
- Es wird eine ganzheitliche Betrachtung der Gesellschaft angestrebt. Dabei werden die Grenzen wissenschaftlicher Disziplinen kritisiert und überwunden (Interdisziplinarität).
- Wissenschaft wird in einem sozialen Kontext und nicht als objektiv verstanden.
- Der Kapitalismus als herrschendes System wird kritisiert.

## Grundlagen
Die für die marxistische Archäologie wichtigsten Konzepte und Methoden sind der historische Materialismus, die Dialektik, der Strukturmarxismus und die Kritische Theorie der Frankfurter Schule. Daneben gibt es auch einzelne Arbeiten mit existenzialistischen und postoperaistischen Konzepten, die aber bisher keinen vergleichbaren Einfluss haben.
Vere Gordon Childe baute sein Geschichtskonzept auf dem historischen Materialismus auf. Bekannt ist vor allem sein Konzept der drei „Revolutionen“, die die ökonomischen Verhältnisse und damit die Gesellschaft stark verändert haben: die Neolithische Revolution, die Urbane Revolution und die industrielle Revolution. Die sowjetische und chinesische Archäologie machte den historischen Materialismus zum Dogma, in das die verschiedenen archäologischen Fälle eingeordnet wurden. Der historische Materialismus hat Ähnlichkeiten mit Konzepten der kulturellen Evolution, die auch in der New Archaeology Anwendung fanden und parallelisiert damit die theoretische Diskussion im anglophonen Raum der 1960er und 1970er Jahre.
In der Archäologie wird die Dialektik genutzt, um soziale Veränderungen zu verstehen. Die Allgemeingültigkeit für Natur- und Geisteswissenschaft wird jedoch abgelehnt. In der Gesellschaft sind die Widersprüche aufeinander angewiesen, in der Natur jedoch nicht. Explizit dialektisch arbeiten McGuire und Saitta.
Jürgen Habermas schrieb in „Erkenntnis und Interesse“, dass wissenschaftliche Arbeiten keineswegs objektiv sind, sondern von Interessen geleitet werden. Dieser Einsicht schließt sich die kritische Archäologie an. Sie entwickelte sich speziell in den USA aus den Konflikt zwischen indigenen Gruppen und Archäologen. Das brachte viele Archäologen dazu, ihre eigene wissenschaftliche Arbeit kritisch zu hinterfragen. Mittlerweile gibt es aber auch in anderen Teilen der Welt Forscher, die sich selbst als kritische Archäologen verstehen. Hauptaufgabe der kritischen Archäologie ist einerseits die Analyse der Ideologie innerhalb des Wissenschaftsbetriebes. Anderseits beschäftigt sie sich mit der ideologischen Nutzung der Archäologie durch Laien wie in Filmen, Museen und Zeitungen.
Im englischsprachigen Raum wurden strukturmarxistische Konzepte für die archäologische Rekonstruktion vergangener Gesellschaften genutzt. Der strukturmarxistische Ansatz beginnt seine Untersuchungen dabei immer mit der Produktion. Er beachtet nie das Subjekt, sondern immer die Struktur und ist ahistorisch.

## Sowjetunion
Im Jahr 1919 wurde die Imperiale Archäologische Kommission in Sankt Petersburg in die Staatliche Akademie für materielle Kultur umgewandelt. In Moskau wurde eine Archäologische Abteilung im Russischen Verbund sozialwissenschaftlicher Institute etabliert. Lenin initiierte 1921 die Neue Ökonomische Politik, die bis zu seinem Tod 1924 anhielt. Während dieser Zeit wurde die wissenschaftliche Freiheit unterstützt und im Zuge der Industrialisierung des Landes wurden viele archäologische Projekte durchgeführt. Es dominierten aber weiterhin die deskriptiven archäologischen Strömungen des zaristischen Russlands, ohne sich marxistischer Ideen anzunehmen.
Ab 1924 wurde unter Josef Stalin das intellektuelle Leben der Sowjetunion auf die Linie der bolschewistischen Partei gebracht. In der Archäologie wurde Wladislaw I. Rawdonikas unterstützt, der schon vorher eine Kommunistische Zelle in der Staatlichen Akademie für materielle Kultur aufgebaut hatte. Er kritisierte die traditionelle Archäologie als idealistisch und bürgerlich und nannte die neue Archäologie in Abgrenzung dazu „sowjetische Archäologie“. Im Zuge der Umstrukturierungen unter Stalin wurden viele Archäologen vertrieben oder eingesperrt. Der Russischen Verbund sozialwissenschaftlicher Institute wurde abgeschafft und die Archäologie somit zentralisiert. Hiernach begann Rawdonikas und Artemi W. Arzichowski den historischen Materialismus als Grundlage für eine marxistische Archäologie zu konzipieren. Unter Stalins Herrschaft war eine Kritik an dem unilinearen Model nicht möglich, aber es lehnte auch rassistische und diffusionistische Deutungen ab, die in Westeuropa noch gang und gäbe waren. Vor allem die Konzentration auf Ökonomie und internen gesellschaftlichen Wandel waren wegweisend. Der Fokus der Archäologie verschob sich von typologisierenden deskriptiven Arbeiten hin zu der Rekonstruktion sozialer Organisation und dem Leben einfacher Leute.
Bis 1934 war die Sowjetische Archäologie institutionell etabliert: die Staatliche Akademie für materiale Kultur wurde getreu dem historischen Materialismus in die vier Unterabteilungen urkommunistische Gesellschaften, Sklavenhalter-Gesellschaften, feudale Gesellschaften und archäologische Methodik unterteilt. Außerdem kam es an etlichen Universitäten der Sowjetunion zur Gründung archäologischer Abteilungen. Bis 1941 waren die archäologischen Arbeiten immer dazu angehalten praktisches wirtschaftliches Wissen zu generieren, wie zum Beispiel der Kartierung von Rohstoffen oder der Rekonstruktion verloren gegangenen Wissens über Bewässerungsanlagen. Auch bildeten sich seit den 1930ern nationalistische Tendenzen in der Sowjetunion heraus, die durch den Zweiten Weltkrieg und den folgenden Kalten Krieg noch verstärkt wurde und auch zu einer zunehmenden Beschäftigung mit Ethnogenese in der Archäologie führte. So wurde die verbreitete Hypothese, Russland sei im frühen Mittelalter eine Skandinavische Kolonie gewesen, abgelehnt. Beispiellose Stadtkerngrabungen wie jene In Novgorod wurden als Beleg für eine lange slawische Besiedlung herangezogen. Die Untersuchung diverser vorkapitalistischer Gesellschaften führte zu der zunehmenden Einsicht, dass das unilineare Modell des historischen Materialismus der Variabilität dieser Gesellschaften nicht gerecht wurde.
Die meisten Archäologen fielen dem Zweiten Weltkrieg zum Opfer. und nach dem Tod Stalins 1953 wurde die Forschung wieder freier. Als neue Interessengebiete etablierte sich einerseits die Rolle der Technik bei der Menschwerdung. Anderseits wurde die Mensch-Umwelt Beziehung mehr berücksichtigt. Vor allem die unilineare evolutionäre Deutung des historischen Materialismus wurde zunehmend abgelehnt und die historische Besonderheit der einzelnen Kulturen hervorgehoben. Die Grundlage des historischen Materialismus wurde jedoch nicht angezweifelt; Menschliches Verhalten wurde auch weiterhin in letzter Konsequenz von der ökonomischen Basis bestimmt. Dies führte zu einer Kritik an dem imperialistischen Konzept sog. „geschichtsloser Völker“, das sich in der englischsprachigen Wissenschaft noch hielt. Der Mensch wurde nach der neuen Auffassung als grundsätzlich historisches Wesen verstanden. Es führte aber auch zu einer Ablehnung vieler Deutungsmuster der New Archaeology, die mit ihren systemischen Ansatz als antihumanistisch kritisiert wurde. Trotz aller Kritik ist die Sowjetische Archäologie der New Archaeology in ihren Studien recht ähnlich. Ein Vertreter dieser Epoche ist Mark Ossipowitsch Koswen. Neben der theoretischen Entwicklung in der Sowjetischen Archäologie gab es auch einen methodischen Fortschritt. Im Zuge einer Diskussion über die Aussagekraft archäologischer Quellen, wurden ehemals von Rawdonikas als bürgerlich kritisierten Methoden der Seriation und der Typologie rehabilitiert, um besser datieren zu können. Als sicherer Interpretationsansatz zur Rekonstruktion einer Kultur wurde vor allem die Technologie gewertet, über die in den folgenden Jahren etliche Arbeiten entstanden.

## China
Die Marxistische Auslegung der Geschichte Chinas geht auf Guo Moruo zurück, der sie nach dem Vorbild des Historischen Materialismus deutete. Zu Zeiten der Chinesischen Republik führte er im japanischen Exil auch archäologische Studien durch und interpretierte die Shang- und die Zhou-Dynastie als Sklavenhaltergesellschaften. 1937 kehrte er mit Beginn des zweiten Japanisch-Chinesischen Krieges nach China zurück.
Mit der Gründung der Volksrepublik China 1949 wurde die Archäologie zentralisiert und als wichtiges Instrument zu politischen Bildung verstanden, denn nach Mao Zedongs Verständnis sollte die Vergangenheit der Gegenwart dienen. 1950 wurde Guo Moruo Präsident der Chinesischen Akademie der Wissenschaft und in der Archäologie wurde die unilineare Entwicklung nach Vorbild des Historischen Materialismus zum unhinterfragbaren Modell für alle Interpretationen. Durch die rege Bautätigkeit während der Industrialisierung der Volksrepublik China wurden große Mengen an archäologischen Daten gewonnen, die in dieses Modell eingearbeitet wurden. Die Chinesische Archäologie behielt aber ebenfalls eine streng nationalistische Note, die die Einheit und Überlegenheit des chinesischen Volkes historisch belegen wollte.

## Lateinamerika
Frühe marxistische Archäologen finden sich in der Bewegung der Indigenismo, die in Mexiko entstand und bald in anderen Länder Lateinamerikas übernommen wurde. Marxistische Archäologie konnte sich aber erst entwickeln, nachdem in den 1960er Jahren eine Welle von Revolutionen eine Reihe sozialistischer Länder erschuf. Schon in den 1970er Jahren waren die meisten dieser Länder rechten Putschen zum Opfer gefallen, und viele Linke Intellektuelle flohen nach Mexiko, so auch marxistische Archäologen.
Einen Anschluss an die New Archaeology in den USA suchten sie nicht, da sie explizit politisch sein wollten, die New Archaeology aber unpolitisch zu sein behauptete. Im Zuge des Camelot-Projektes spionierten auch US-amerikanische Archäologen verschiedene lateinamerikanische Länder aus. So entfernte sich die lateinamerikanische Archäologie immer mehr von der anglophonen Archäologie.
1983 gründete sich die Grupo Oaxtepe. Ihr Ziel war es eine neue marxistische Theorie für die Archäologie aufzubauen. Dabei bezogen sie sich hauptsächlich auf die Schriften von Marx und Friedrich Engels. In der anglophonen Welt wurde diese Gruppe weitestgehend ignoriert.

## Englischsprachiger Raum
Der erste Archäologe im englischsprachigen Raum, der marxistische Konzepte in die Archäologie übernahm, war Vere Gordon Childe. Er wurde stark von der sowjetischen Archäologie beeinflusst und musste für diese Verbindungen auch Anfeindungen ertragen. Nach dem Zweiten Weltkrieg distanzierte er sich von der sowjetischen Archäologie, blieb aber seinen marxistischen Wurzeln treu.
In den 1950er Jahren wurden marxistische Tendenzen vor allem in den USA stark unterdrückt und marxistische Archäologie fand versteckt über Theoretiker statt, die nicht explizit marxistisch waren. In den 1960ern entstand die New Archaeology, die zwar nicht marxistisch war, aber marxistische Konzepte benutzte. Wissenschaftler, die nicht einverstanden mit den Paradigmen der New Archaeology waren, fanden eine Alternative im Marxismus. So gab es in den 1970ern eine Handvoll marxistischer Archäologen in den USA, die vor allem Fragen der politischen Ökonomie bearbeiteten. Diese Tradition wuchs, und es entwickelte sich in den USA die kritische Archäologie, die von den Schriften der Frankfurter Schule beeinflusst war und in den 1980er Jahren die New Archaeology als zu positivistisch kritisierte.
In Großbritannien ging die marxistische Archäologie einen etwas anderen Weg und etablierte sich auf Grundlage strukturmarxitischer Ideen aus Frankreich. Auch hier wurden in den 1980er Jahren Kritik an der New Archaeology laut und marxistische Gedanken etablierten sich erfolgreich an den Universitäten. Am bekanntesten ist wohl die Kritik Ian Hodders der als Begründer des Post-Prozessualismus gilt und sich ebenfalls an strukturalistische und poststrukturalistische Strömungen aus Frankreich anlehnte.
In den 1990er Jahren begann auch eine feministische Archäologie an Einfluss zu gewinnen. Diese nahm marxistische Theorien zur Positionierung einerseits als Ausgangspunkt, kritisierte aber anderseits die etablierte marxistische Archäologie für ihre Ignoranz für Gender-Ungleichheiten. Diese Kritik veränderte den Fokus der marxistischen Archäologie ein weiteres Mal.

## Kritik
Ian Hodder kritisiert vor allem das marxistische Ideologie-Konzept und seine Anwendung in der Archäologie von einem post-strukturalistischen Standpunkt. Aus der Sicht des Marxismus hat die Ideologie die Funktion, die realen sozialen Verhältnisse zu verschleiern. Hodder bringt vier Kritikpunkte vor:
1. Es wird davon ausgegangen, dass alle Mitglieder einer Gesellschaft dieselbe Ideologie haben
2. „Reale“ soziale Verhältnisse gibt es nicht, da Ungleichheit selbst ein ideologischer Begriff ist
3. Die universelle Anwendbarkeit des Ideologiebegriffes missachtet den historischen Kontext der Ideologie
4. Die Entstehung der Ideologie wird so gut wie nie behandelt.